# 岩代太郎
岩代 太郎 （いわしろ たろう、1965年5月1日 - ）は、日本の作曲家、編曲家、ピアニスト、音楽プロデューサー。

## 来歴
東京都出身。世田谷区育ち。教育者岩代吉親を祖父に、作曲家の岩代浩一を父に持つ。
和光小学校、和光中学校を卒業。中学3年生の夏から本格的に作曲とピアノのレッスンを始め、東京都立芸術高等学校に入学。高校卒業後、1浪ののち、東京藝術大学音楽学部作曲科に入学する。1989年に東京藝術大学音楽学部作曲科を首席卒業、1991年に同大学院修士課程を首席修了する。南弘明、近藤譲、松下功、黛敏郎に師事した。大学院在学中、サクソフォーン奏者雲井雅人の演奏からサクソフォーンのための作曲を思いつき、寺山修司の詩「世界のいちばん遠い土地へ」（『寺山修司少女詩集』角川文庫所収）からの霊感を受けて、寺山の詩をタイトルとするサクソフォーン協奏曲を書き始める。完成した「TO THE FARTHEST LAND OF THE WORLD（世界のいちばん遠い土地へ）〜ソプラノ・サックスとオーケストラの為のコンチェルト〜」は、1990年から1991年にかけて行われたシルクロード国際管弦楽作曲コンクール に応募され、杜鳴心、團伊玖磨、黛敏郎、山田一雄、松村禎三ら同コンクール審査委員から高い評価を得て最優秀賞を受賞、1991年2月17日にサントリーホールにて雲井雅人の独奏、井上道義指揮東京都交響楽団により演奏された。また同曲は、大学院修了作品中の最優秀作品として、音楽学部作曲専攻卒業作品「A White Room In Mid-Summer」とともに東京芸大に買い上げられ、スコア（原譜）は同大学資料館に永久保存されている。以後、多彩なジャンルで活動しており、特に近年では映画音楽を数多く手掛けている。
2003年6月9日、当時日本テレビのアナウンサーだった松本志のぶと結婚した。
2006年より東京都交響楽団の理事に就任し、同楽団と共に活動の幅を広げている。
2008年に開催された北京オリンピックではアーティスティックスイミング日本代表（マーメイド・ジャパン）の音楽を手掛け、話題となった。同年にはアジア各国や欧米で劇場公開されたジョン・ウー監督作品『レッドクリフ』の音楽を担当するなど、近年では映画音楽を数多く手がけている。
2009年「天皇陛下御即位二十年をお祝いする国民祭典」の奉祝曲を委嘱され、同祭典において『奉祝曲 組曲「太陽の国」』を発表した。
『ニューズウィーク』日本版では、「世界が尊敬する日本人100人」の特集記事において、北野武、田村響、隈研吾らと共に紹介されている。

## 受賞歴
- 第13回日本ゴールドディスク大賞（1999年、『ONCE IN A BLUE MOON 長谷川天イメージ・アルバム』
- 第28回日本アカデミー賞 優秀音楽賞（2004年、『血と骨』）
- 第29回日本アカデミー賞 優秀音楽賞（2005年、『蟬しぐれ』）
- 第29回日本アカデミー賞 優秀音楽賞（2005年、『春の雪』）
- 第1回 韓国 ソウルドラマアワード 2006年 短編ドラマ部門『海峡を渡るバイオリン』「音楽監督賞」受賞
- 第28回香港電影金像奨 最優秀音楽賞（2008年、『レッドクリフ』）[4]
- 第29回香港電影金像奨 最優秀音楽賞ノミネート（2009年、『レッドクリフII』）
- 第36回サターン賞音楽賞ノミネート (2010年『レッドクリフ』）
- 第37回日本アカデミー賞 優秀音楽賞（2013年、『利休にたずねよ』）[5]
- 第34回香港電影金像奨 最優秀音楽賞ノミネート（2014年、『太平輪・The Crossing Part １』）
- 第44回日本アカデミー賞 優秀音楽賞（2020年、『Fukushima 50』)
- IMFCA 2020 第17回国際映画音楽批評家協会賞「BEST ORIGINAL SCORE FOR A DRAMA FILM」部門最優秀賞（2020年、『Fukushima 50』)
- 第45回日本アカデミー賞 優秀音楽賞（2021年、『キネマの神様』）

## 主な作品

### 純音楽
- TO THE FARTHEST LAND OF THE WORLD（世界のいちばん遠い土地へ）〜ソプラノ・サックスとオーケストラの為のコンチェルト〜（1991年）
- A White Room In Mid-Summer
- INTO THE SILENCE 〜オカリナとオーケストラの為のコンチェルト〜（1995年）
- 交響詩「潮騒のうた」（1998年）
- 交響歌集「36億年のいのち」（1998年）
- 交響曲「MANGA SYMPHONY 〇」（2018年）
- 器楽曲「The F50」for Violin and Acoustic Piano inspired by original motion picture 「Fukushima 50」（2020年）

### CD
- 「岩代太郎オリジナルCDアルバム〜It's」（ファンハウス, 1994年）
- 小説「血玉髄の夜」岩代太郎音楽集～山藍紫姫子の世界スペシャル(ユニバーサル ミュージック，1996年)
- 「岩代太郎オリジナル・サウンドトラック集〜クローズ・ユア・アイズ」（EMIミュージック・ジャパン, 1997年）
- 「岩代太郎オリジナルCDアルバム〜オープン・ユア・アイズ」（EMIミュージック・ジャパン, 1997年）
- 「メロディアス・ムーブメント」（ソニー・ミュージックレコーズ, 2000年）
- 「ALL ALONE」（プライエイド, 2000年）
- 「ハーモニー・オブ・サイレンス」（プライエイド, 2001年）
- 「岩代太郎オリジナルCDアルバム〜12 VOX」（ソニーレコード, 2001年）
- 「ザ・ゲート・オブ・ライツ」（プライエイド, 2001年）
- 「On The Sixth Line」（プライエイド, 2002年）
- 「Self-Notes 〜The Romantic Contemporary〜」（キングレコード, 2003年）
- 「Tact Taro Best Works 2000-2005」（avex trax, 2006年）
- 「Tact II 〜Soundtracky〜」（avex trax, 2012年）
- 「岩代太郎オリジナルCDアルバム The 30/55」（コロンビアミュージック, 2020年）

### 映画音楽
- 課長島耕作（1992年）
- あした（1995年）
- フランダースの犬 劇場版（1997年）
- 卓球温泉（1998年）
- るろうに剣心 -明治剣客浪漫譚- 維新志士への鎮魂歌（1998年）
- あつもの（1999年）
- MARCO 母をたずねて三千里 （1999年）
- アナザヘヴン（2000年）
- しあわせ家族計画（2000年）
- すずらん 少女萌の物語（2000年）
- 11'09''01/セプテンバー11（2002年）
- あずみ （2003年）
- さよなら、クロ（2003年）
- 釣りバカ日誌14（2003年）
- 殺人の追憶（2003年）
- 血と骨（2004年）
- 蟬しぐれ（2005年）
- SHINOBI-HEART UNDER BLADE-（2005年）
- ヒナゴン（2005年）
- 6月の日記（2005年）
- 春の雪（2005年）
- 愛してよ（2005年）
- 日本沈没（2006年）
- 風のダドゥ（2006年）
- テニスの王子様（2006年）
- あおげば尊し（2006年）
- 花田少年史（2006年）
- 蒼き狼 〜地果て海尽きるまで〜（2007年）
- あかね空（2007年）
- 舞妓Haaaan!!!（2007年）
- 未来予想図 〜ア・イ・シ・テ・ルのサイン〜（2007年）
- リアル鬼ごっこ（2008年）
- 歓喜の歌（2008年）
- 闇の子供たち（2008年）
- レッドクリフ パート1（2008年）
- 252 生存者あり（2008年）
- レッドクリフ パート2 -未来への最終決戦-（2009年）
- 真夏のオリオン（2009年）
- 火天の城（2009年）
- カムイ外伝（2009年）
- なくもんか（2009年）
- 書道ガールズ!! わたしたちの甲子園（2010年）
- 鋼の錬金術師 嘆きの丘の聖なる星（2011年）
- 聯合艦隊司令長官 山本五十六（2011年）
- かぞくのくに（2012年）
- 綱引いちゃった!（2012年）
- 許されざる者（2013年）
- 利休にたずねよ（2013年）
- 武士の献立（2013年）
- 魔女の宅急便（2014年）
- The Crossing ザ・クロッシング Part 1（2014年）
- The Crossing ザ・クロッシング Part 2（2015年）
- 愛を積むひと（2015年）
- Lost in White（2016年）
- 二重生活（2016年）
- 探偵ミタライの事件簿 星籠の海（2016年）
- 健さん（2016年）
- ミュージアム（2016年）
- あゝ、荒野（2017年）
- マンハント（2017年）
- 空母いぶき（2019年）
- 新聞記者（2019年）
- Fukushima 50（2020年）
- MOTHER マザー（2020年）
- あこがれの空の下（2020年）
- ヤクザと家族 The Family（2021年)
- キネマの神様（2021年)
- 名も無い日（2021年）
- 人と仕事（2021年）
- ひらいて（2021年）
- 前科者（2022年）
- 妖怪の孫（2023年）
- ヴィレッジ（2023年）
- 月（2023年）
- 正欲 （2023年）
- 首（2023年）
- 愛に乱暴（2024年）
- ゆきてかへらぬ（2025年）
- 35年目のラブレター（2025年）
- 雪風 YUKIKAZE （2025年）

### 放送音楽

#### ドラマ
- 君といた夏（1994年）
- 東京SEX（1995年）
- 恋も2度目なら（1995年）
- 沙粧妙子-最後の事件-（1995年）
- 白線流し（1996年）
- 炎の消防隊（1996年）
- 翼をください!（1996年）
- 真夏の薔薇（1996年）
- 恋のバカンス（1997年）
- NHK連続テレビ小説『あぐり』（1997年）
- 理想の上司（1997年）
- 金のたまご（1997年）
- WITH LOVE（1998年）
- お熱いのがお好き?（1998年）
- なにさまっ!（1998年）
- 必要のない人（1998年）
- 鬼の棲家（1999年）
- 氷の世界（1999年）
- 独身生活（1999年）
- 葵 徳川三代（2000年）
- アナザヘヴン（2000年）
- 甘い生活。（2000年）
- 怪談百物語（2002年）
- サイコドクター（2002年）
- 川、いつか海へ 6つの愛の物語（2003年）
- ぼくの魔法使い（2003年）
- 緋色の記憶（2003年）
- 海峡を渡るバイオリン（2004年）
- 人間の証明（2004年）
- 恋する京都（2004年）
- 冬の運動会（2005年）
- 義経（2005年）
- わたしたちの教科書（2007年）
- 風の果て（2007年）
- 黒部の太陽（2009年）
- 不惑のスクラム（2018年）
- イノセンス 冤罪弁護士（2019年）
- 前科者 -新米保護司・阿川佳代-WOWOWオリジナルドラマ（2021年）
- 新聞記者（2022年、Netflix）[6]
- 仮想儀礼（2023年）
- 水平線のうた（2025年）

#### ドキュメンタリー番組
- NHKスペシャル『FASHION DREAM』（1991年）
- NHK－BSスペシャル 『悠久の長江〜三峡ダム』（1996年）
- TBS 生命38億年スペシャル『人間とは何だ』（1997年）
- NHKスペシャル『海〜知られざる世界〜』（1998年）
- NHKスペシャル『日本新生』（2011年）
- NHKスペシャル『知られざる大英博物館』（2012年）

#### 報道番組
- フジテレビ めざにゅ〜 GLOBAL RISE（4時台）SMILE TO SMILE（5時台）（2007年）

#### テレビアニメ
- H2（1995年）
- みどりのマキバオー（1996年）[7]
- 翠星のガルガンティア（2013年）[8]
- ブレイドアンドソウル（2014年）
- アルスラーン戦記（2015年）
- アルスラーン戦記 風塵乱舞（2016年）
- 正解するカド（2017年）
- ウマ娘 プリティーダービー（2018年、2021年、2023年）※音楽プロデュースのみ

#### Webアニメ
- A.I.C.O. Incarnation（2018年）
- 約束の七夜祭り（2018年）

### ゲーム音楽
- 青山ラブストーリーズ（2002年）※ゲームは未発売
- 鬼武者2（2002年）
- ブレイドアンドソウル（2012年）※日本国内では2014年

#### ゲーム音楽のアレンジアルバム
- ロマンシング サ・ガ アレンジバージョン『Windy Tale』（1995年）
- ときめきメモリアル piano collection（1996年）
- 藤崎詩織 piano collection（1998年）

### その他
- スターフライヤー
- 奉祝曲 組曲「太陽の国」（秋元康：作詞、EXILE：歌踊り） - 天皇即位20年式典
- JRA重賞競走本馬場入場曲（CD「Road to Glory」）
- 『金曜ロードショー』オープニング「スタンリーの週末」
- 魂の輝き、それはFと共に（東日本大震災復興支援・音楽プロジェクト「魂の歌 Spiritual Songs」収録）
- 東京都市大学グループ学園歌「夢に翼を」
- 奏劇「ライフ・コンチェルト」（企画・原作・音楽）
- 奏劇「Trio トリオ」（企画・原作・音楽）
- 奏劇「Metronome Duet メトロノーム・デュエット」（企画・原作・音楽）
- 奏劇「Music Diary ミュージック・ダイアリー」　(企画・原作・音楽)

### 楽曲提供
- ボサノバカサノバ
  - 「想い出にならない…」 - 作詞：北川悦吏子
- 中西保志
  - 「悲しみのためじゃない」 - 作詞：夏目純
- 宮本笑里
  - 「無言歌集」

## 著書
- 『映画音楽太郎主義 サウンドトラックの舞台ウラ』全音楽譜出版社、2016年4月。